# Plukze-wetgeving
Plukze-wetgeving is de populaire benaming voor wetsbepalingen die het een rechter mogelijk maken om naast een boete, gevangenis- of taakstraf een ontnemingsmaatregel ofwel voordeelsontneming op te leggen. Bij de uitvoering van een ontnemingsmaatregel worden geld en goed in beslag genomen waarvan aangenomen wordt dat deze winsten voortkomen uit verboden activiteiten of gefinancierd zijn daardoor. In veel gevallen gaat het om exclusieve auto's of prijzige multi-media sets die in beslag genomen worden.
De in beslag genomen materialen worden een keer per maand geveild op de politieveiling in Soesterberg, samen met afgedankt leger- en politiematerieel. 